# Ponera taipingensis
Ponera taipingensis är en myrart som beskrevs av Auguste-Henri Forel 1913. Ponera taipingensis ingår i släktet Ponera och familjen myror. Inga underarter finns listade i Catalogue of Life.